# سفارة الهند في الكويت
سفارة الهند في مدينة الكويت هي بعثة دبلوماسية لجمهورية الهند لدى الكويت.
السفير مسؤول عن السفارة. سيبي جورج هو السفير الحالي للهند لدى الكويت.

## الاختصاص القضائي
تخدم السفارة منطقة الكويت.

## تعليم
تقدم السفارة منحًا دراسية للمواطنين المحليين للدراسة في الهند.

## روابط خارجية
- الموقع الرسمي